# Marin Bourgeois
Marin Bourgeois ou Bourgeoys ou Le Bourgeoys (né à Lisieux vers 1550 ou 1560, et mort dans la même ville en 1634), est un peintre, sculpteur, ingénieur et artisan français de la fin du XVIe et du début du XVIIe siècle.

## Biographie
Né à Lisieux dans une famille de serruriers, arbalétriers et horlogers, Marin Bourgeois est vite remarqué par François de Bourbon, comte de Montpensier et gouverneur de Normandie, pour son « industrie et savoir en l'art de peinture ». Il devient son peintre ordinaire en 1591, avant d'être employé comme peintre et valet de chambre du roi Henri IV en 1594, charge qu'il gardera jusqu'à sa mort. Il reçoit un logement au Louvre en 1608. Il épouse Florence Lefebvre, dont il a une fille, Antoinette (morte en 1640). Mort en 1634, peut-être à Paris, il est inhumé le 3 septembre 1634 en l'église Saint-Germain de Lisieux.
Marin Bourgeois est surtout connu pour ses travaux et ses inventions dans le domaine de l'armement, principalement sur la mise au point de la platine à silex. Il réalise notamment en 1605 pour Henri IV une arquebuse, un cornet de chasse et une arbalète, et des arquebuses et des fusils pour Louis XIII, longuement décrits dans les inventaires du mobilier de la couronne. Il passe également pour l'inventeur du fusil à vent, décrit par David Rivault de Flurance dans ses Éléments d'artillerie en 1608. Il est aussi remarqué comme créateur de « globes mouvants » et réalise un globe pour Henri IV où sont « reportés les mouvements du soleil, de la lune, et des estoilles fixes, à mesmes pas, mesures et périodes qu'elles se voient aller au ciel ». Il se rend d'ailleurs à Paris en 1611 pour réparer ce globe qui avait été installé dans une galerie du Louvre.
Rivault de Flurance lui consacre un long éloge : « C'était un homme du plus rare jugement en toutes sortes d'inventions, de la plus artificieuse imagination, et de la plus subtile main à manier un outil de quelque art que ce soit qui se trouve en Europe... sans avoir appris d'aucun maître, il est excellent peintre, rare statuaire, musicien et astronome ; manie plus délicatement le fer et le cuivre qu'artisan que je sache ».
Marin Bourgeois se distingue également comme peintre, mais seules deux œuvres de sa main nous sont parvenues, chacune signée. L'une, représentant Une femme casquée entourant de son bras droit une aiguière et tenant un rameau d'olivier, a été acquise en 1925 par le conservateur Étienne Deville pour le musée de Lisieux. Il s'agit d'un fragment d'une composition allégorique. L'autre, un Portrait équestre de Henri IV devant une ville, redécouverte récemment, a été acquise par le musée de l'Armée. Bourgeois est notamment cité comme peintre d'armoiries, de portraits en miniatures, d'oiseaux, de fruits, d'allégories, de batailles et de tableaux de piété.
On peut lui attribuer un traité manuscrit conservé à la Bibliothèque nationale de France, les Cinq Livres, dans lequel il développe les recettes et procédés techniques qu'il utilise pour réaliser toutes sortes de décors.

## Liste des œuvres
- Femme casquée, 1611, Lisieux, musée d'Art et d'Histoire.
- Portrait équestre de Henri IV devant une ville, huile sur panneau, 71 × 53 cm, Paris, musée de l'Armée.